# Joe Lo Truglio
Joseph Lo Truglio (New York, 2 dicembre 1970) è un attore statunitense.

## Biografia
Lo Truglio è nato ad Ozone Park, un quartiere del Queens (New York), ma è cresciuto a Margate (in Florida), da una famiglia di origini italiane ed irlandesi. Lo Truglio è apparso in diversi film e serie televisive durante la sua carriera. Ha inoltre doppiato Vincenzo Cilli in Grand Theft Auto: Liberty City Stories.
Dopo aver ottenuto l'attenzione per il suo ruolo nella commedia Suxbad - Tre menti sopra il pelo, Lo Truglio ha continuato ad apparire in numerosi film con ruoli secondari e da comprimario come Strafumati, Role Models, I Love You, Man, Paul e Nudi e felici.
Dal 2013 al 2021 figura tra i protagonisti, con il ruolo del buffo detective Charles Boyle, nella serie comico-poliziesca Brooklyn Nine-Nine.

## Filmografia

### Attore

#### Cinema
- Wet Hot American Summer, regia di David Wain (2001)
- Station Agent, regia di Thomas McCarthy (2003)
- Hitch - Lui sì che capisce le donne (Hitch), regia di Andy Tennant (2005)
- The Ten, regia di David Wain (2007)
- Reno 911!: Miami, regia di Robert Ben Garant (2007)
- Puberty: The Movie, regia di Eric Ledgin e Stephen Schneider (2007)
- Su×bad - Tre menti sopra il pelo (Superbad), regia di Greg Mottola (2007)
- Strafumati (Pineapple Express), regia di David Gordon Green (2008)
- Role Models, regia di David Wain (2008)
- Fanboys, regia di Kyle Newman (2009)
- I Love You, Man, regia di John Hamburg (2009)
- I fantastici viaggi di Gulliver (Gulliver's Travels), regia di Rob Letterman (2010)
- Paul, regia di Greg Mottola (2011)
- Nudi e felici (Wanderlust), regia di David Wain (2012)
- About Last Night, regia di Steve Pink (2014)
- Hot Frosty - Una magia di Natale (Hot Frosty), regia di Jerry Ciccoritti (2024)

#### Televisione
- The State – programma TV, 27 puntate (1993-1995)
- Law & Order - I due volti della giustizia (Law & Order) – serie TV, un episodio (2000)
- Reno 911! – serie TV, 36 episodi (2005-2022)
- Horrible People – serie TV, 10 episodi (2008)
- Padre in affitto (Sons of Tucson) – serie TV, 5 episodi (2010)
- Free Agents – serie TV, 8 episodi (2011)
- How I Met Your Mother – serie TV, 2 episodi (2012)
- Brooklyn Nine-Nine – serie TV (2013-2021)
- Community — serie TV, 1 episodio (2013)
- Wet Hot American Summer: First Day of Camp – miniserie TV (2015)

### Doppiatore
- Grand Theft Auto - Liberty City Stories (2005)
- Ralph Spaccatutto (Wreck-It Ralph), regia di Rich Moore (2012)

## Doppiatori italiani
Nelle versioni in italiano delle opere in cui ha recitato, Joe Lo Truglio è stato doppiato da:
- Corrado Conforti in Wet Hot American Summer, I Love You, Man, Brooklyn Nine-Nine (st. 1-7), Wet Hot American Summer: First Day of Camp, Wet Hot American Summer: Ten Years Later
- Roberto Gammino in Su×bad - Tre menti sopra il pelo, Strafumati, Paul
- Gianluca Machelli in Role Models
- Gianluca Crisafi in Nudi e felici
- Sandro Acerbo in About Last Night
- Mirko Mazzanti in Doctor Who
- Luca Ghignone in How I Met Your Mother
- Francesco Orlando in Community
- Stefano Onofri in New Girl
- Luca Dal Fabbro in Brooklyn Nine-Nine (st. 8)
- Paolo Vivio in A Futile and Stupid Gesture
- Alessandro Quarta in Station Agent
- Gabriele Vender in Sfida al presidente - The Comey Rule
- Alberto Bognanni in Hot Frosty - Una magia di Natale
- Daniele De Lisi in Reno 911!

Da doppiatore è sostituito da:
- Paolo Macedonio in Ralph Spaccatutto
- Walter Rivetti in Anthem
- Alberto Bognanni in Monsters & Co. La serie - Lavori in corso!